# Curculio glandium

### Informații Generale:
- Nume Comun: Gărgărița ghindei
- Nume Științific: Curculio glandium
- Familie: Curculionidae

### Descriere:
- Aspect: Curculio glandium este caracterizată prin rostrul (botul) său alungit și dimensiunea relativ mică, măsurând de obicei aproximativ 4-8 mm în lungime. Corpul este de obicei maroniu, cu solzi fini care îi conferă un aspect oarecum pătat.
- Dimorfism Sexual: Femelele au un bot mai lung decât masculii, pe care îl folosesc pentru a perfora ghindele și a depune ouăle.

### Ciclu de Viață și Comportament:
- Depunerea Ouălor: Femela gărgăriță folosește botul său lung pentru a perfora ghindele în dezvoltare, unde își depune ouăle. Fiecare ghindă poate conține una sau mai multe larve.
- Dezvoltarea Larvelor: Larvele se hrănesc cu miezul ghindei, cauzând daune semnificative. După ce consumă ghinda, larvele ies și se îngroapă în sol pentru a se transforma în pupe.
- Puparea: Larvele se transformă în pupe în sol și în cele din urmă devin adulți.
- Sezonalitate: Adulții sunt de obicei activi de la sfârșitul primăverii până la începutul toamnei.

### Rol Ecologic:
- Impactul asupra Ghindelor: Curculio glandium joacă un rol semnificativ în ciclul de viață al stejarilor prin afectarea disponibilității ghindelor viabile pentru producerea de puieți.
- Interacțiuni cu Alte Specii: Aceste gărgărițe fac parte dintr-un ecosistem complex, interacționând cu prădători, paraziți și stejari.

### Control și Management:
- Prădători Naturali: Păsările, mamiferele mici și alte insecte pot prăda larvele și adulții de Curculio glandium.
- Practici Culturale: Colectarea și distrugerea ghindelor infestate pot ajuta la reducerea populației de gărgărițe.
- Control Chimic: În unele cazuri, se pot folosi insecticide, dar acest lucru este adesea mai puțin preferat din considerente de mediu.

### Fapte Interesante:
- Curculio glandium este una dintre mai multe specii de gărgărițe ale ghindelor, fiecare adaptată la diferite tipuri de stejari.
- Numele speciei "glandium" derivă din cuvântul latin pentru ghindă.